# Емилия Секунда Антверпиана от Орания-Насау
Емилия Секунда Антверпиана (също Амалия) от Орания-Насау (на немски: Emilia Secunda Antwerpiana von Oranien-Nassau; Amalia; на нидерландски: Emilia Secunda Antwerpiana van Nassau; * 9 декември 1581, Антверпен; † 28 септември 1657, Ландсберг) е принцеса от Насау и чрез женитба пфалцграфиня на Цвайбрюкен-Ландсберг.

## Живот
Тя е петата дъщеря на княз Вилхелм Орански (1533 – 1584) и третата му съпруга Шарлота де Бурбон-Монпенсие (1546 – 1582), дъщеря на херцог Луи III де Бурбон-Монпансие (1513 – 1582).
Емилия расте в Хага. След женитбата на сестра и ̀Луиза Юлиана за курфюрст Фридрих IV фон Пфалц през 1593 г. тя отива в Хайделберг.
Емилия се омъжва на 4 юли 1616 г. в Ландсберг за пфалцграф Фридрих Казимир фон Цвайбрюкен-Ландсберг (1585 – 1645). През 1622 г. двамата бягат от императорската войска на Тили в замък Монфор в Бургундия, който Емилия получила от баща си. През 1633 – 1634 г. тя преговаря за наследството на баща и ̀с нейните пет сестри и с полубрат си Фридрих Хайнрих Орански.
Емилия е от 1645 г. вдовица и живее последните си години в нейната вдовишка резиденция замък Монфор.

## Деца
Емилия и Фридрих Казимир имат децата:
- Фридрих (1617 – 1617)
- Фридрих Лудвиг (1619 – 1681), пфалцграф и херцог на Пфалц-Цвайбрюкен-Ландсберг, херцог на Пфалц-Цвайбрюкен
- Карл Хайнрих (1622 – 1623)